# Euville
Euville ist eine französische Gemeinde mit 1.635 Einwohnern (Stand: 1. Januar 2022) im Département Meuse in der Region Grand Est (bis 2015 Lothringen). Sie gehört zum Kanton Commercy im Arrondissement Commercy. Die Einwohner werden Euvillois genannt.

## Geografie
Euville liegt drei Kilometer südöstlich des Stadtzentrums von Commercy im Regionalen Naturpark Lothringen am Canal de la Meuse. Die Maas (frz. Meuse) fließt ebenfalls durch die Gemeinde. Umgeben wird Euville von den Nachbargemeinden Vignot im Norden, Geville im Nordosten, Boucq im Osten, Sorcy-Saint-Martin im Süden, Laneuville-au-Rupt im Südwesten sowie Commercy im Westen und Nordwesten.

## Geschichte
1973 wurden die Gemeinden Aulnois-sous-Vertuzey, Vertuzey und Ville-Issey an die heutige Gemeinde Euville angeschlossen.

## Bevölkerungsentwicklung
| Jahr                       | 1962 | 1968 | 1975 | 1982 | 1990 | 1999 | 2006 | 2012 | 2019 |
| Einwohner                  | 830  | 757  | 1423 | 1423 | 1437 | 1420 | 1649 | 1722 | 1651 |
| Quellen: Cassini und INSEE |      |      |      |      |      |      |      |      |      |

## Sehenswürdigkeiten
- Kirche Saint-Pierre-et-Saint-Paul, 1890 bis 1892 erbaut, Monument historique
- Kirche Saint-Gorgon in Vertuzey aus dem 14. Jahrhundert, seit 1999 Monument historique
- Kirche Saint-Pierre in Ville-Issey, Monument historique
- Kirche Saint-Sébastien in Aulnois-sous-Vertuzey aus dem 16. Jahrhundert
- Rathaus in Euville, seit 1992 Monument historique
- Rathaus in Ville-Issey, ehemaliges Sommerhaus des Kardinals de Retz
- Mälzerei

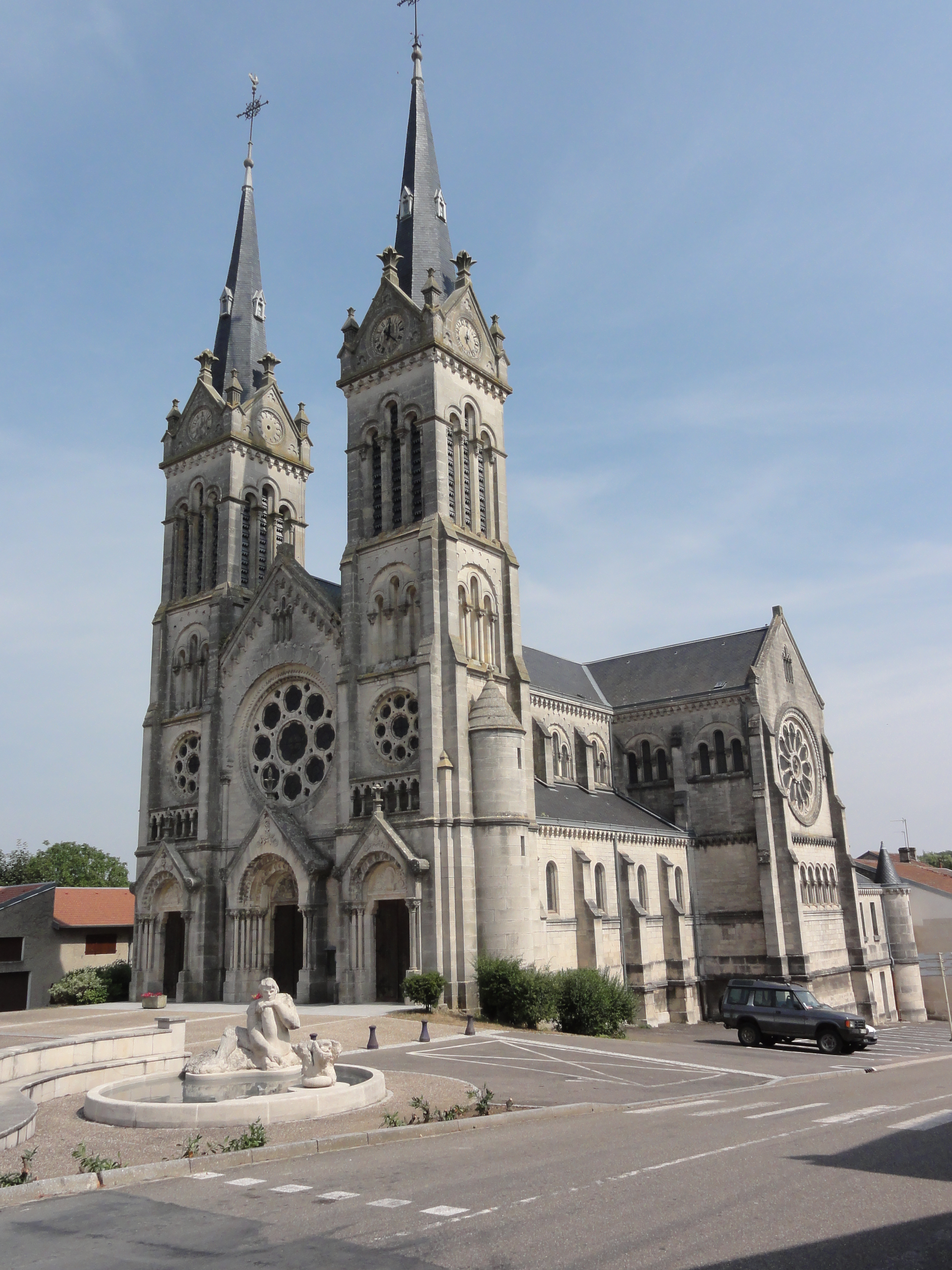
Kirche Saint-Pierre-et-Saint-Paul
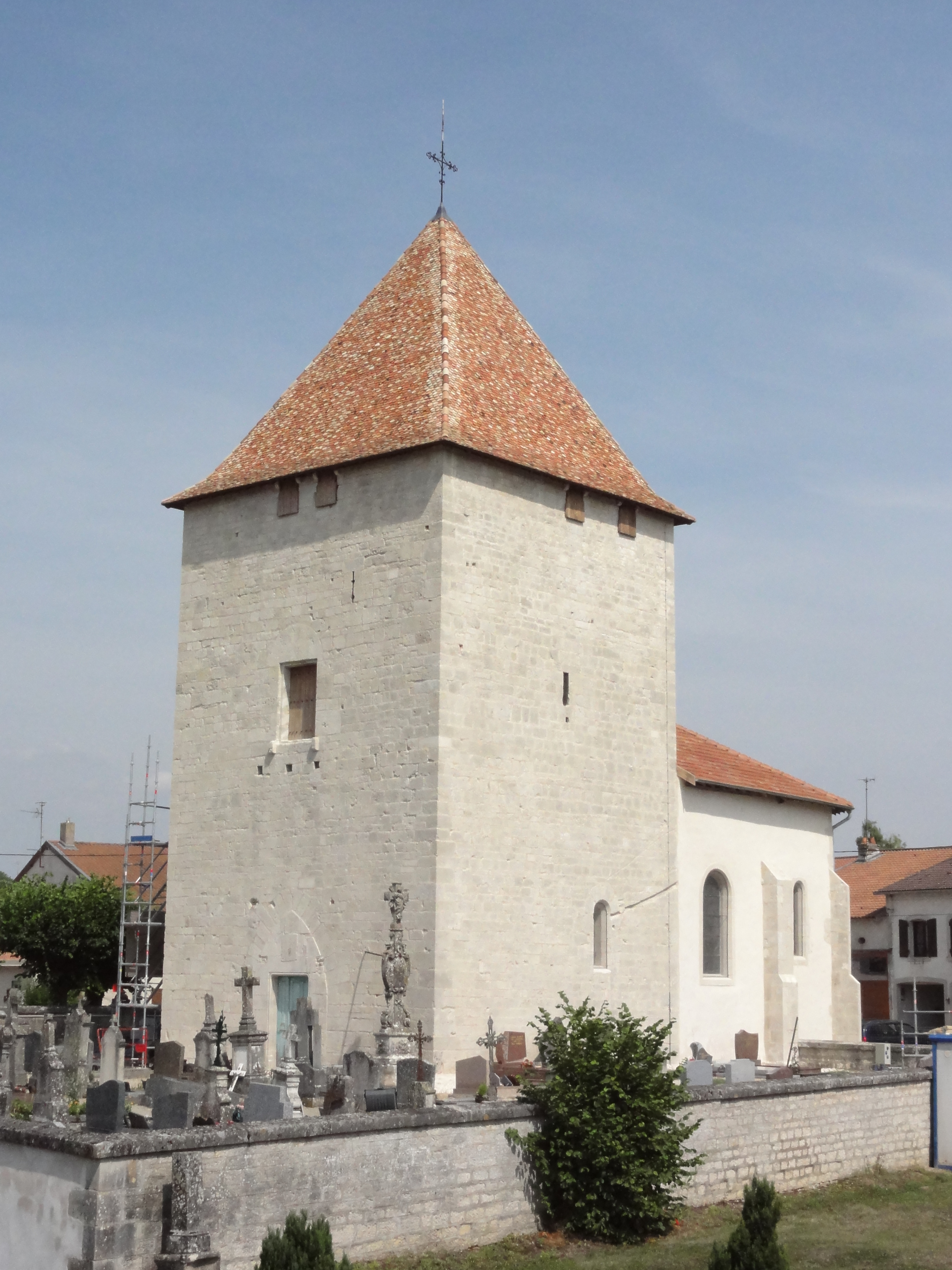
Kirche Saint-Gorgon in Vertuzey
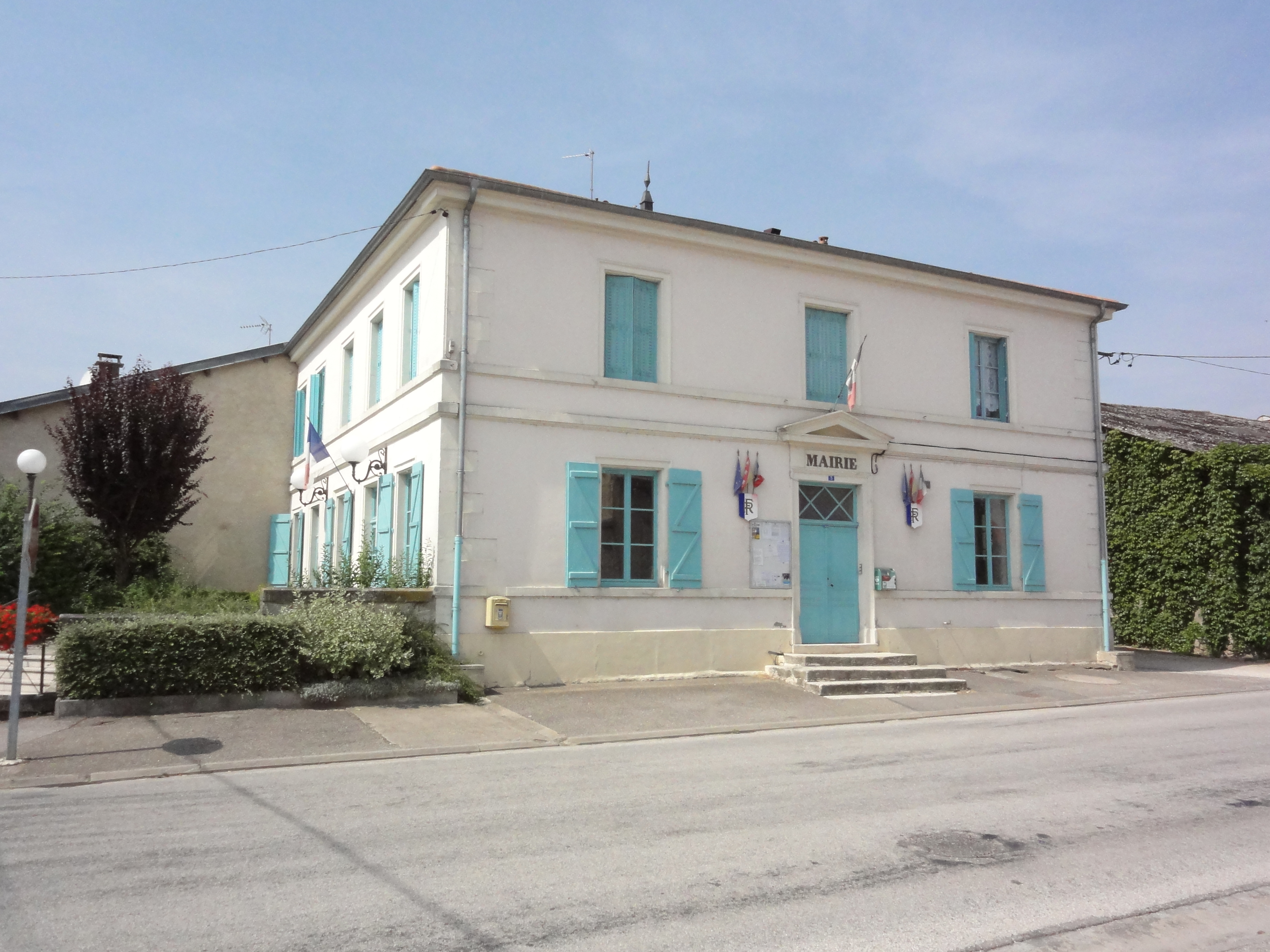
Altes Rathaus in Vertuzey
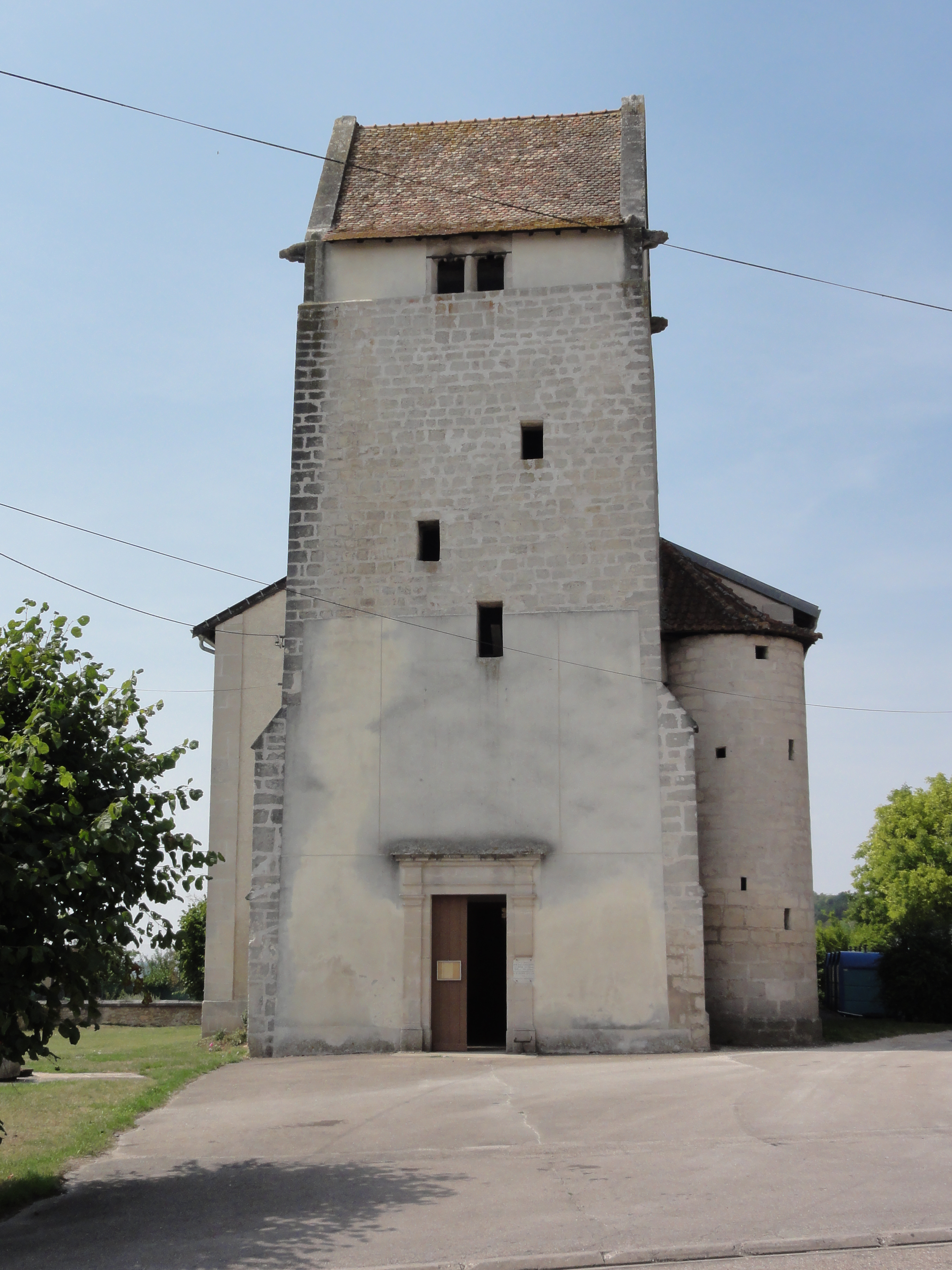
Kirche Saint-Sébastien
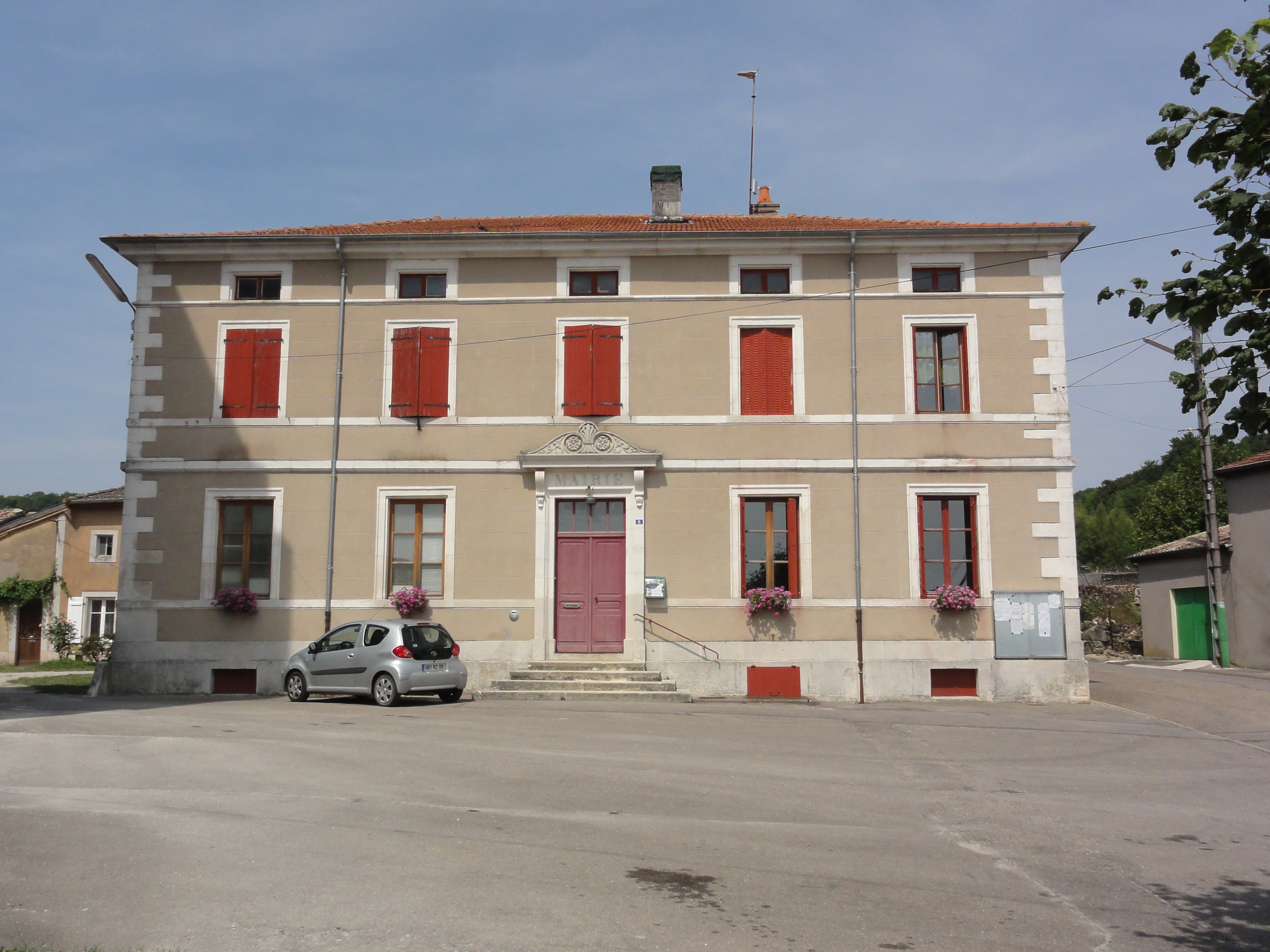
Altes Rathaus in Aulnois-sous-Vertuzey
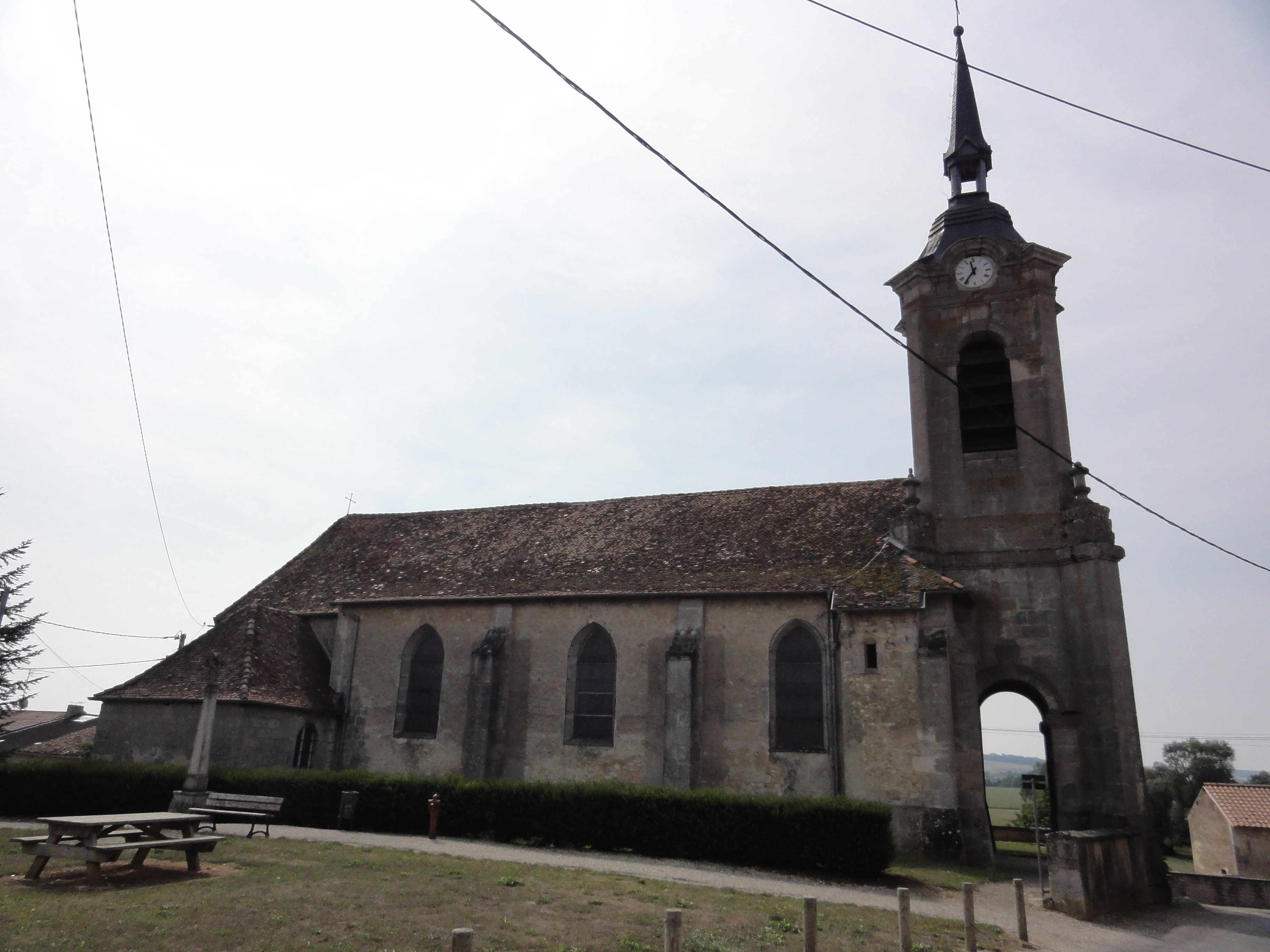
Kirche Saint-Pierre
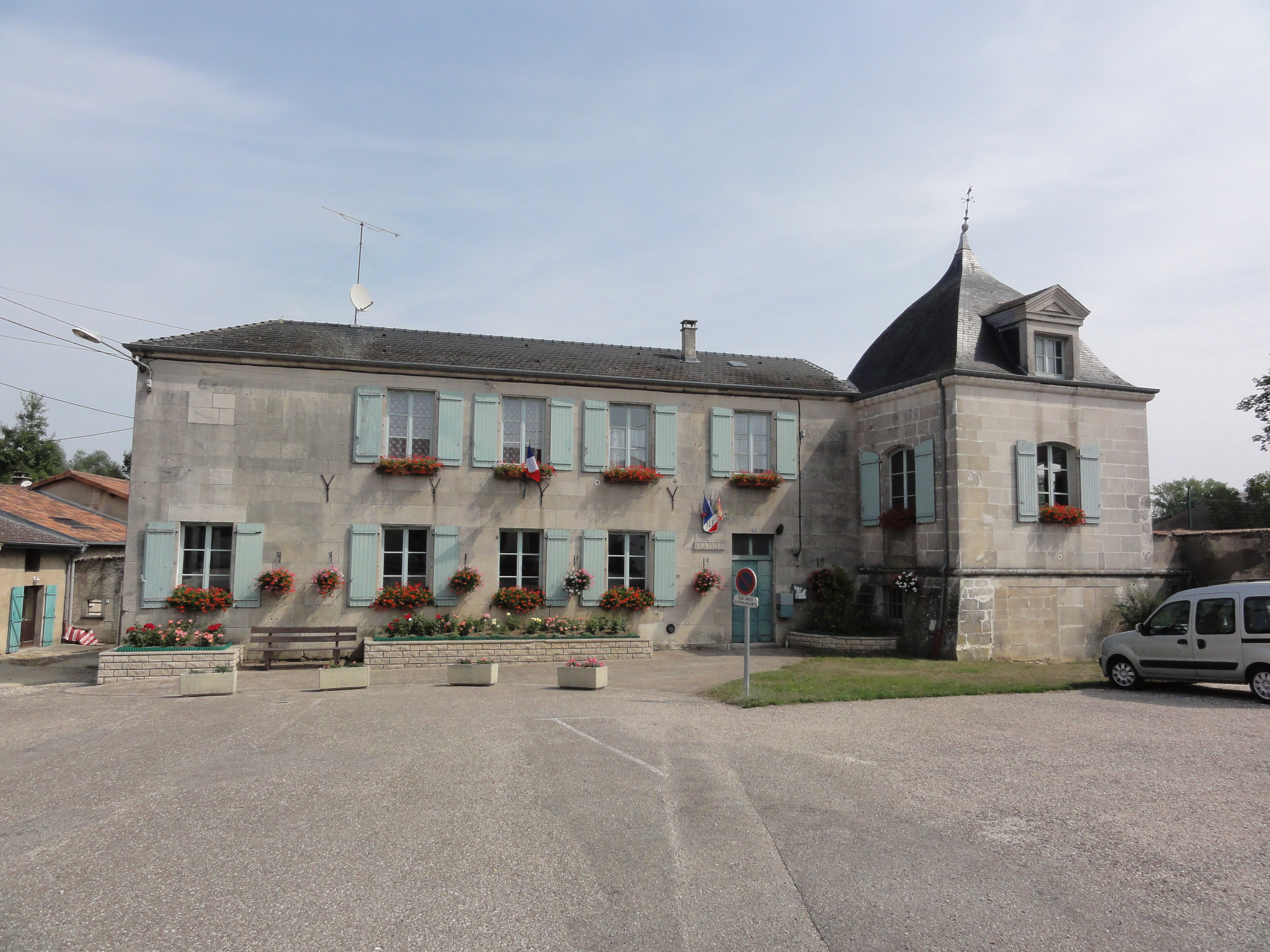
Altes Rathaus in Ville-Issey
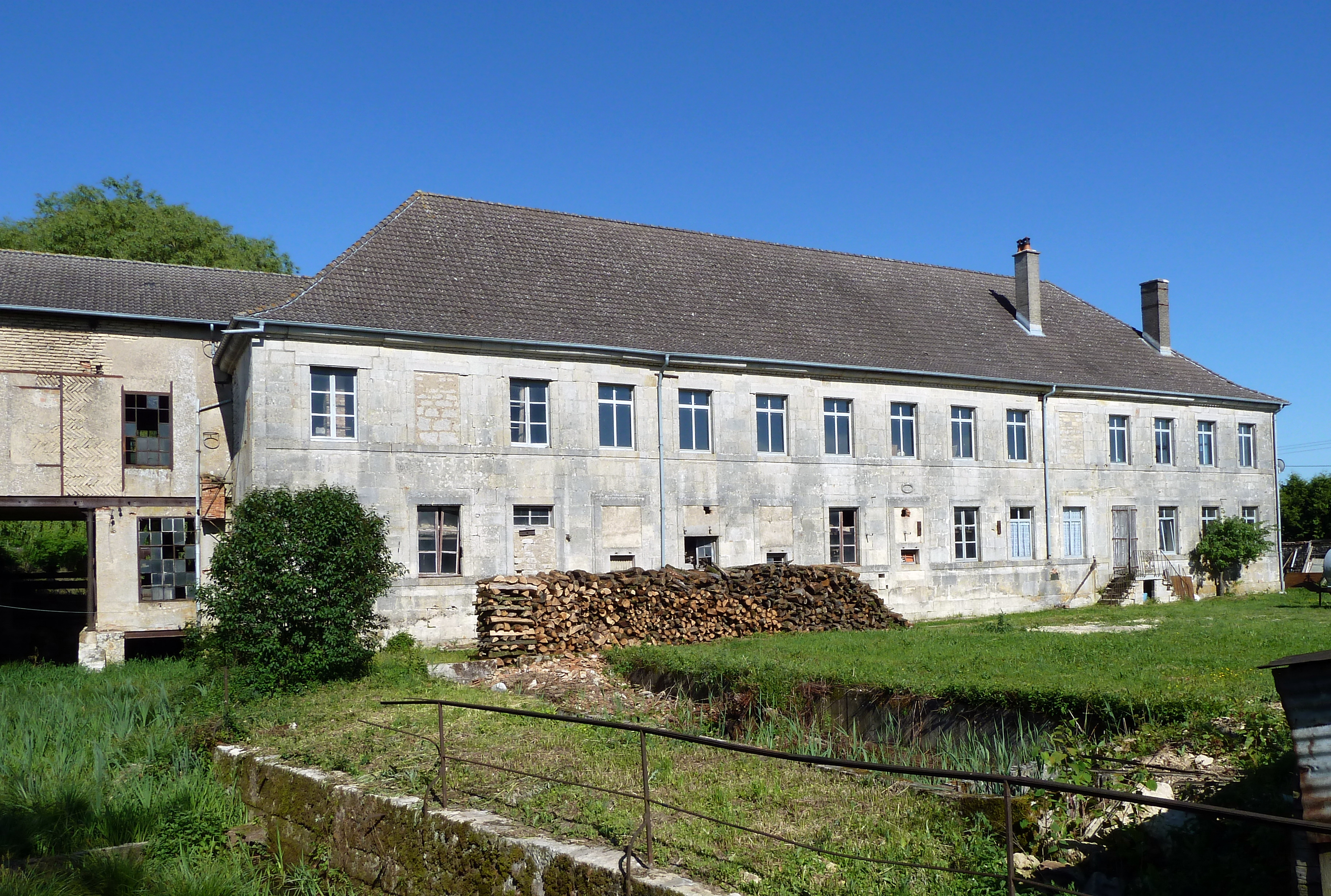
Mälzerei

## Persönlichkeiten
- Jean Nicolas Jadot de Ville-Issey (1710–1761), Architekt

## Wirtschaft

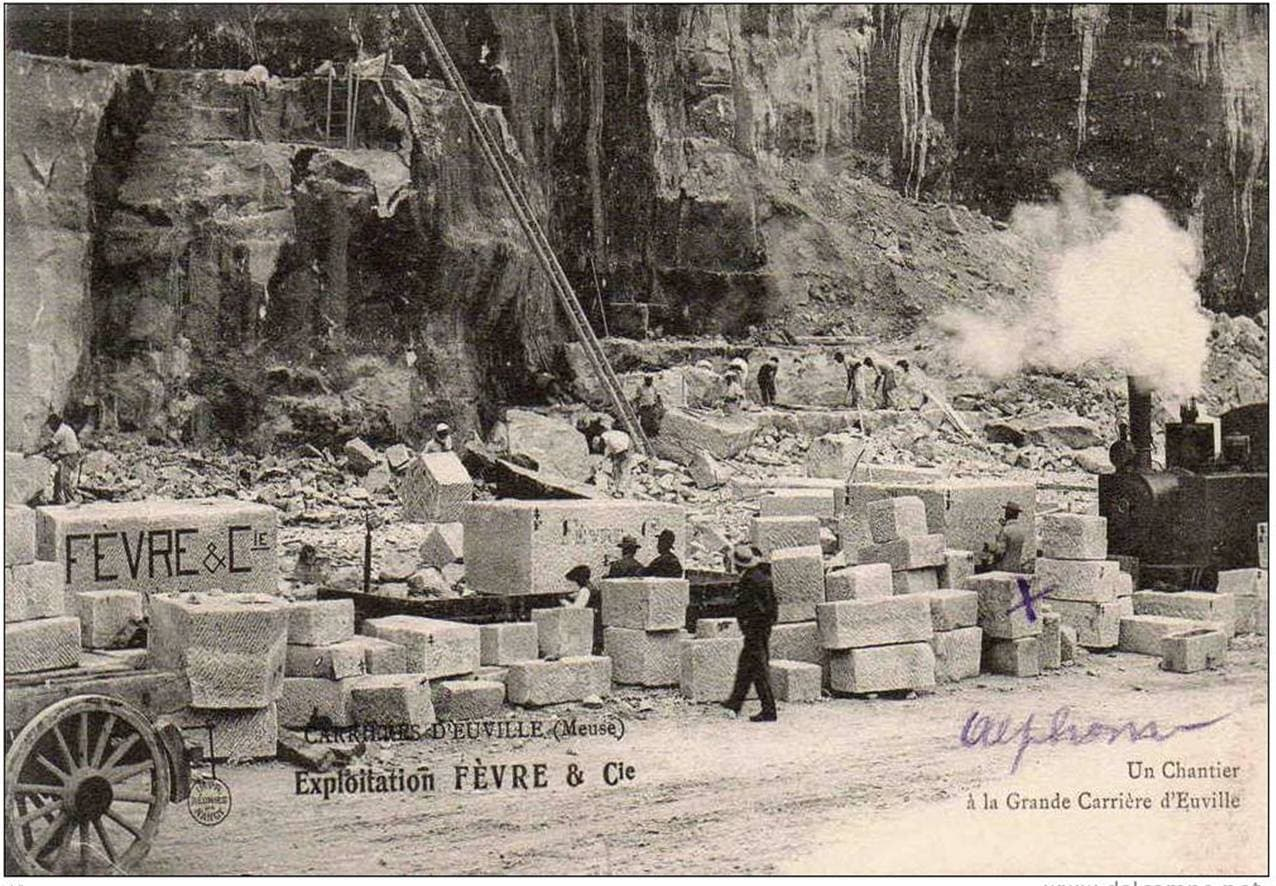
Steinbruch der Firma Fèvre & C^{ie} in Euville (1909)

Bekannt ist Euville für seine Kalksteinbrüche. Der Abbau des im Tagebau gewonnenen Euville reicht bis in das 16. Jahrhundert zurück und erreichte seinen Höhepunkt in der zweiten Hälfte des 19. Jahrhunderts. Aufgrund der immer besseren Transportmöglichkeiten konnte Kalkstein aus Euville nach ganz Europa und auch über den Atlantik exportiert werden. Die meisten großen Bauten in Paris, die dort seit der Zeit von Napoleon III. errichtet wurden, bestehen aus Euville. Zu Beginn des 20. Jahrhunderts gab es trotz beginnenden Produktionsrückgangs aufgrund der wachsenden Konkurrenz durch Beton noch 1.500 Steinbrüche, in denen Arbeiter aus ganz Europa beschäftigt waren. Mittlerweile ist nur noch ein Steinbruch in Betrieb.
Euville ist ein Trochitenkalk, der zu den Muschelkalken gehört und entstand im Oxfordium des Oberjura. Aufgrund seiner feinen Beschaffenheit eignet sich der Euville-Stein gleichermaßen für den Bau wie für die Bildhauerei. In Deutschland sind beispielsweise der ca. 10 m hohe Obelisk des Alice-Denkmals in Darmstadt (1902) und der Tritonenbrunnen in Düsseldorf (1899–1902) aus Euville hergestellt.